# Nepticula dewitziella
Nepticula dewitziella is een vlinder uit de familie van de dwergmineermotten (Nepticulidae). De wetenschappelijke naam van de soort is voor het eerst geldig gepubliceerd in 1885 door Sorhagen.